# Sector norponiente de Santiago

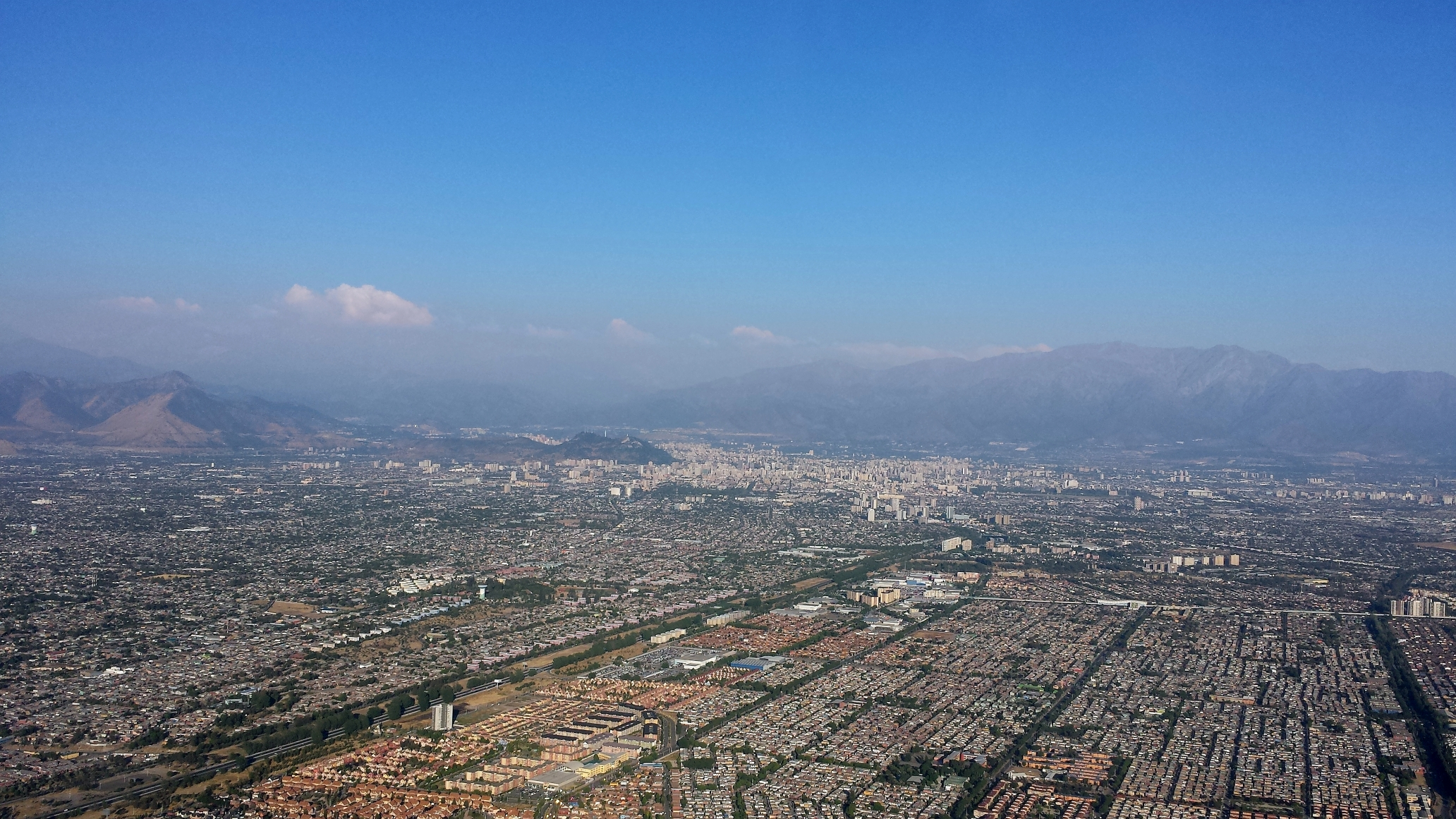
Pudahuel sur en primer plano, y el resto de Santiago al fondo.

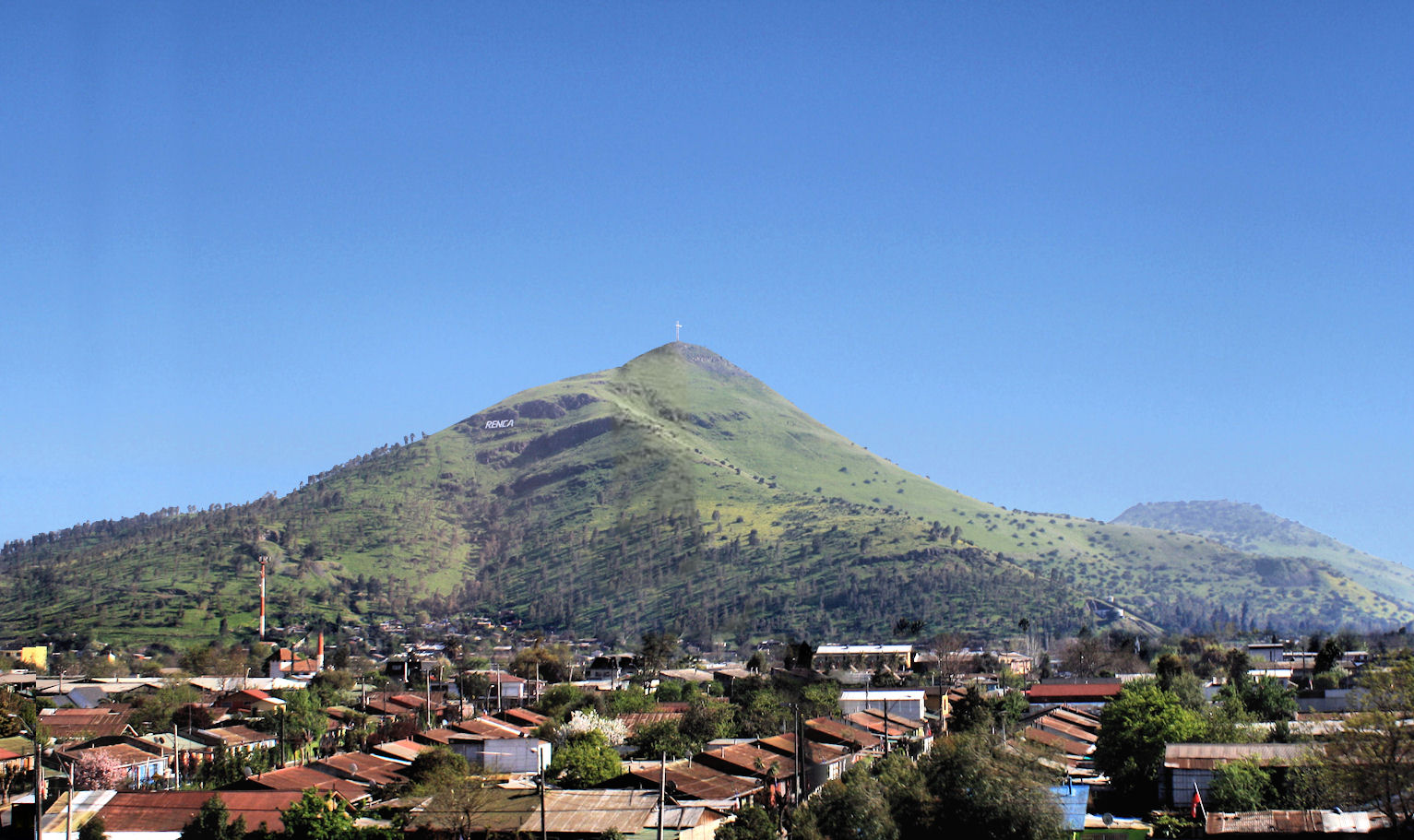
El cerro Renca, paisaje del sector, es el punto más alto de la ciudad y separación geográfica con el norte de Santiago.

El sector norponiente de Santiago es una de las siete zonas en que se divide la ciudad capital de Chile. Lo conforman las comunas de Cerro Navia, Lo Prado, Pudahuel, Quinta Normal (surgidas de la de Barrancas) y Renca, contando con una población de 716.341 habitantes según el censo de 2017.
Al encontrarse a una menor altitud dentro de la ciudad, puede presentar sus mayores índices de contaminación atmosférica, aumentando hacia su oeste.

## Historia

### SigloXIX
En 1841 el presidente de Chile Manuel Bulnes inauguró el Parque Quinta Normal. En 1863 fue iniciado el trazado del Ferrocarril de Valparaíso a Santiago, inaugurándose la Estación Yungay en la actual Avenida Matucana, impulsando el poblamiento y desarrollo del sector. En 1872, bajo la intendencia de Benjamín Vicuña, dicha vía se pavimenta con adoquines, conformando el Camino de Cintura y estableciéndose como frontera oeste de la ciudad. A fines del siglo XIX, la zona albergaba poca población al oeste de la línea férrea de Avenida Matucana, sin embargo más al poniente se encontraba Barrancas, una aldea cuyo núcleo inicial creció en función del Camino a Valparaíso (actual Avenida San Pablo), vía de acceso a Santiago, compuesta por poblaciones populares de baja calidad de vida. A partir de 1891 tiene gran incidencia en el proceso de expansión urbana la dictación de la Ley de Comuna Autónoma. Es así como en el mes de diciembre de ese año todo el territorio nacional es dividido en comunas, dando por primera vez gobierno local a aquellos lugares alejados de los centros administrativos mayores. El 25 de febrero de 1897 se crea la comuna de Barrancas y sus límites se establecen al norte el río Mapocho y una línea hasta la cumbre del Cerro Bustamante, al este el Camino de Cintura, al sur el Camino a Valparaíso, y al oeste desde el Cerro Bustamante hasta la Cuesta Lo Prado.

### SigloXX

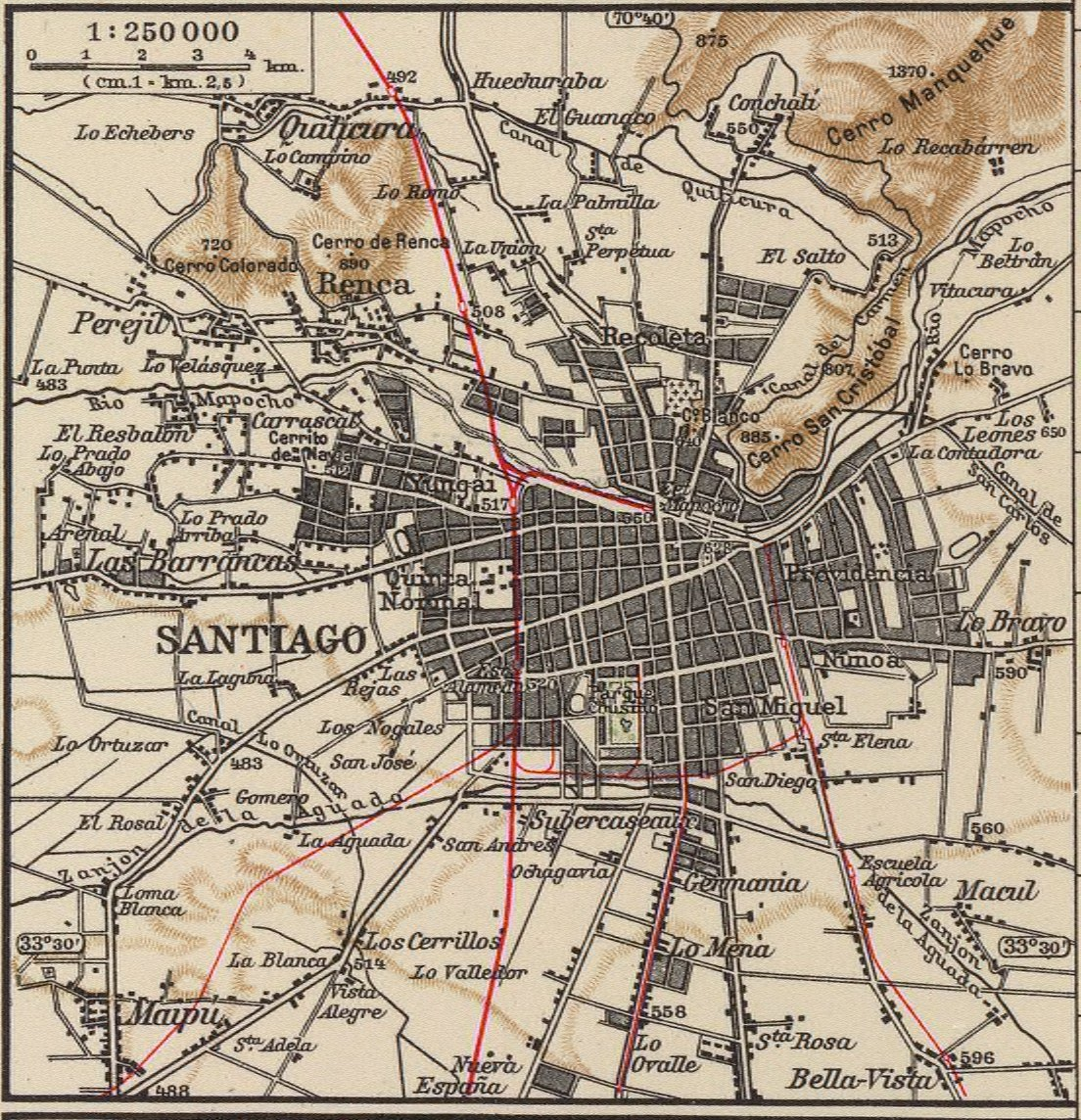
Mapa del sector en 1929, ubicado a la izquierda de la línea roja transversal.

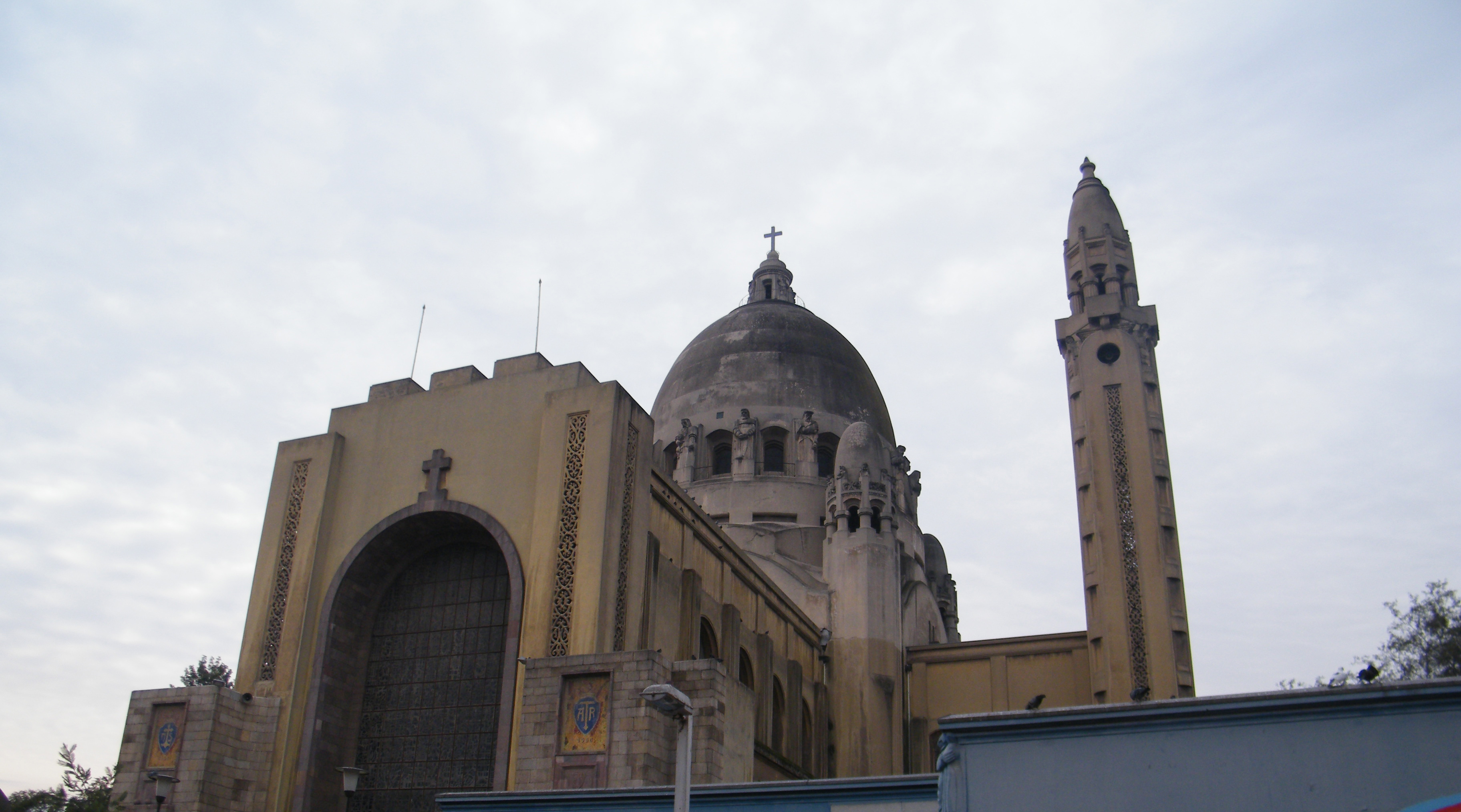
Santuario de Lourdes en Quinta Normal, el más visitado del área.

A partir del siglo XX la ciudad inicia un proceso cada vez más acelerado de expansión con un cambio en su estructura tradicional en los sectores periféricos. Esto es consecuencia, por una parte, de la restricción impuesta por la ley de caminos de 1842. En esta época el sector se encontraba dentro del Departamento de Santiago y la provincia homónima. En 1903 se inaugura el Ferrocarril Yungay-Barrancas para unir al sector con la ciudad. En 1915 se funda la comuna de Quinta Normal y en 1928 se separa de Barrancas al unirse a la ciudad. En los años 1930 surgen en masa sus pequeñas y medianas industrias, tomando un carácter residencial e industrial, mientras más hacia el oeste y norte, la población seguía creciendo por la migración campo-ciudad. En los años 1950 se inauguran las primeras redes de alcantarillado y agua potable en Quinta Normal, mientras la violenta y poco uniforme expansión urbana de Barrancas y Renca alcanza su máxima aceleración con la explosión demográfica de Santiago, por lo que sus poblaciones inician un proceso de conurbación con las de alrededor de Avenida San Pablo y el río Mapocho. En este período se intensifica la precarización en Santiago, junto con iniciarse el proceso de industrialización, comenzando a aparecer los sectores populares llenos de necesidades sociales. Se unen a la ciudad junto a las transformaciones urbanas de los años 1960.

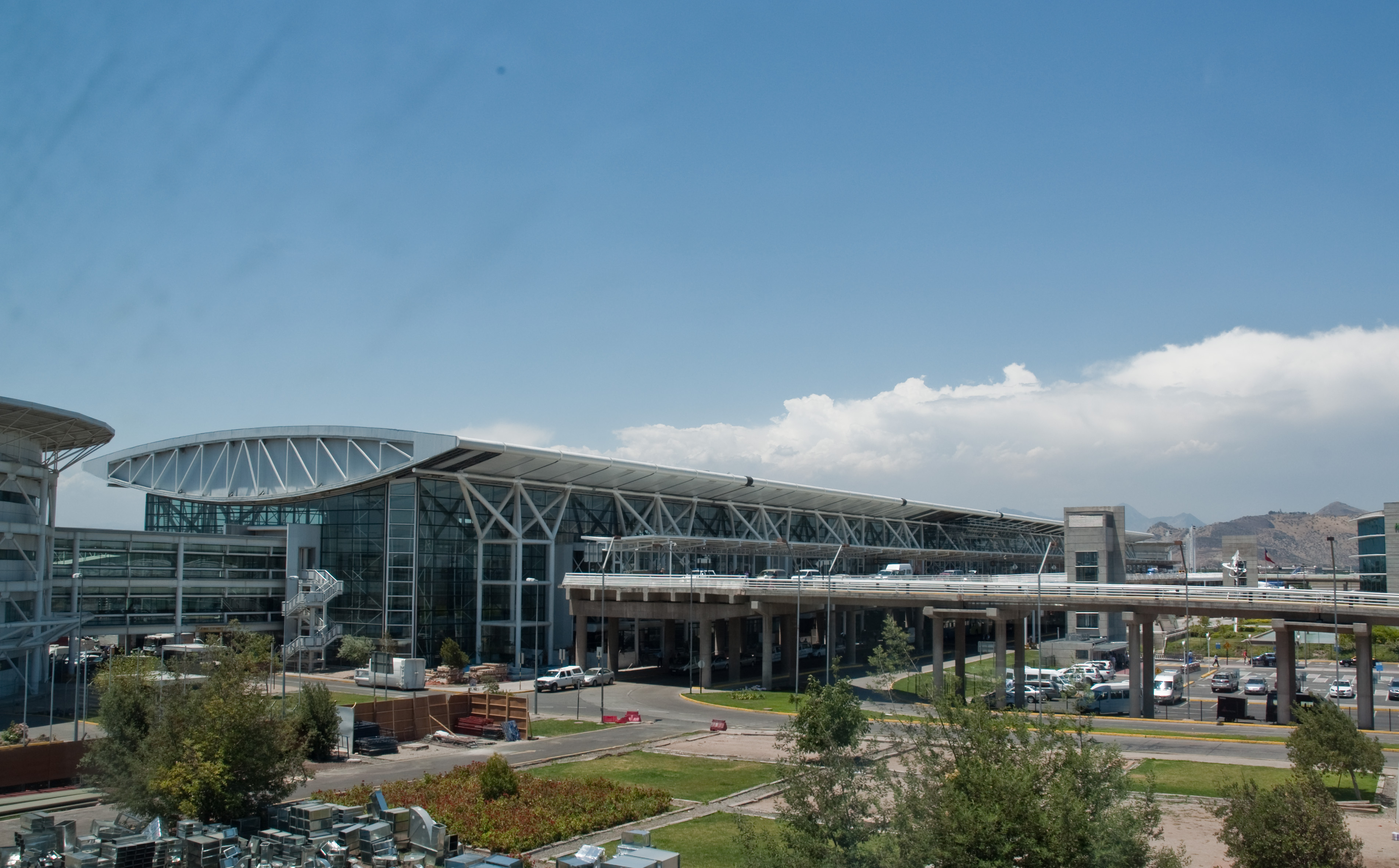
Aeropuerto Internacional Arturo Merino Benítez en Pudahuel, el principal del país.

En 1967 fue inaugurado el Aeropuerto Internacional Arturo Merino Benítez, en lo que todavía es un sector alejado de la urbe. En 1972 comienza la ampliación del Hospital Félix Bulnes, para sanar los auxilios médicos de los vecinos del sector. En un período de demandas sociales intensas, surge la operación sitio, donde familias recurren a vías fuera de los cauces legales, como son las tomas de terreno, las que experimentan crecimiento explosivo entre fines de los 60 y comienzos de los 70, llegando hasta más de 300 tomas. En Barrancas las principales fueron las que dieron origen a las poblaciones Herminda de la Victoria (marzo de 1967), Violeta Parra (febrero de 1969) y Montijo (agosto de 1969). En el período del presidente Salvador Allende se consolidaron las tomas realizadas con anterioridad y se obtuvieron importantes avances para la comuna tales como alcantarillado, pavimentación, consultorios y escuelas. En 1975 Barrancas cambia de nombre a Pudahuel y en 1981 son creadas a partir de esta las comunas de Cerro Navia y Lo Prado.

### SigloXXI

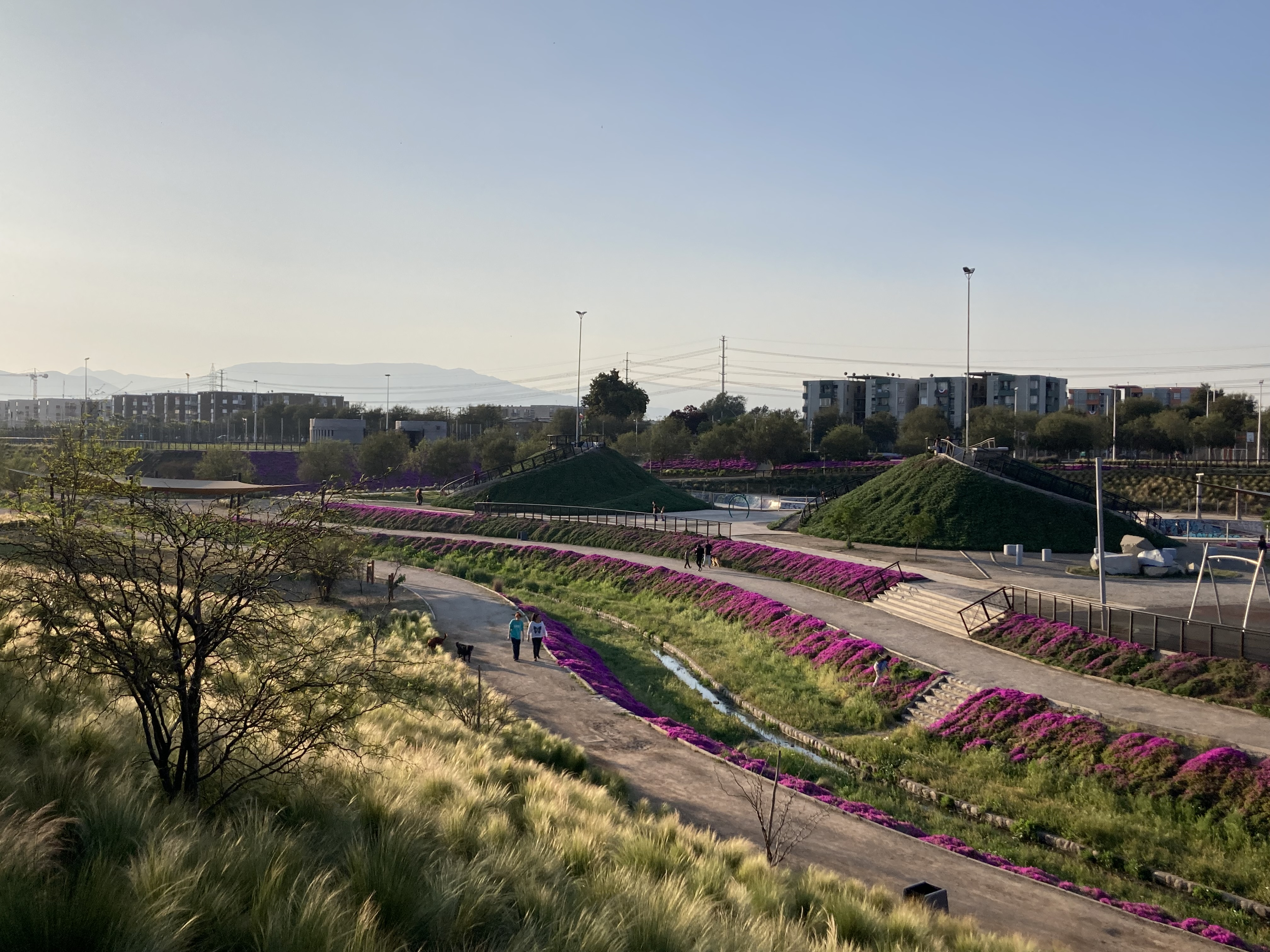
Parque La Hondonada en Cerro Navia y Pudahuel

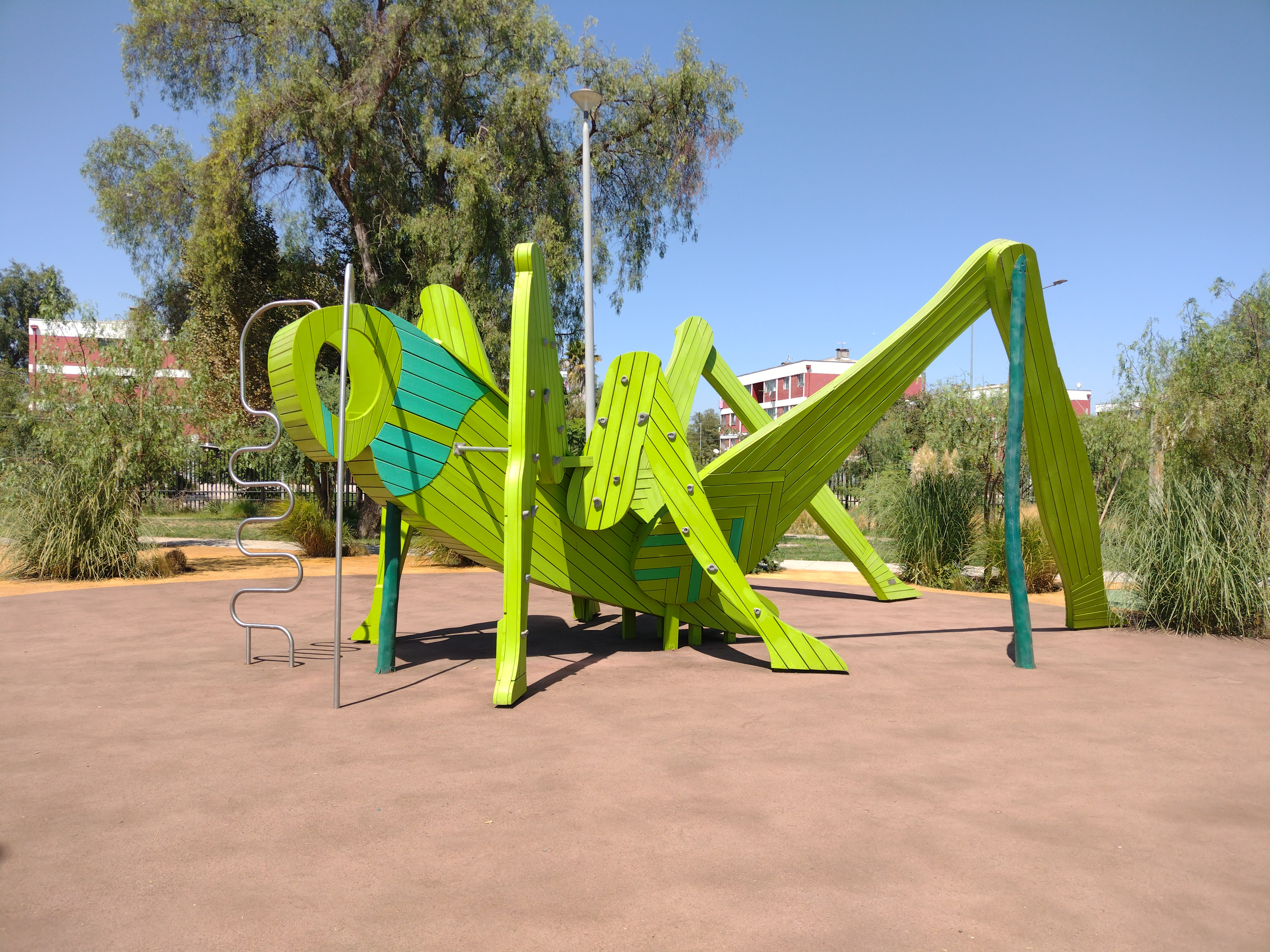
Parque Mapocho Río en Cerro Navia y Quinta Normal

Iniciado el siglo XXI el sector sigue teniendo amplias necesidades sociales, tales como altos índices de pobreza, delincuencia, bajos niveles de educación y precaria infraestructura en viviendas y servicios, en general. La expansión urbana hacia el oeste, ya es cercana al aeropuerto, aumentando problemas de transporte y calidad de vida asociados. Sin embargo, se han realizado obras como la creación del Circuito Cultura Santiago Poniente y la remodelación del Parque Quinta Normal, donde en 2004 se inaugura una estación de metro. En 2005 y 2006 se inauguran las autopistas Costanera Norte y Central - General Velásquez, respectivamente. Se inaugura la extensión al oeste de la Línea 5 del Metro de Santiago, sumando al sector siete estaciones a través de Quinta Normal, Lo Prado y Pudahuel. También son inaugurados parques de la red de la ribera sur del río Mapocho, el Ceremonial Mapuche, el Mapocho Poniente, el de la Familia, el Centenario y el Mapocho 42K. Se construyó el Parque de Negocios Enea en Pudahuel, el cual tiene sector residencial y parque de negocios.
En abril de 2020 se inauguró el nuevo Hospital Clínico Félix Bulnes, que atiende las comunas poniente de Santiago además de las provincias de Talagante y Melipilla. Está ubicado en Avenida Mapocho con Avenida Huelén en Cerro Navia. 
En 2021 se entregó el Parque Intercomunal La Hondonada, el cual se construyó en un espacio de 26 hectáreas en la comuna de Cerro Navia. 
En 2017 la presidenta Michelle Bachellet anunció la construcción de la Línea 7 del Metro de Santiago, que beneficiará al sector norponiente, uno de los más desconectados del Gran Santiago, y que contaría con 2 estaciones en Renca, 3 en Cerro Navia, y 3 en Quinta Normal, uniendo estas comunas con el sector centro y nororiente de la capital para 2026.
En 2018 el presidente Sebastián Piñera anunció la construcción del Parque Mapocho Río. La iniciativa tiene como objetivo la recuperación y revalorización de la ribera sur del Río Mapocho, mediante la continuidad del sistema lineal de Parques Urbanos. Contempla la construcción de un parque de más de 40 hectáreas y de 9 kilómetros de extensión.
Este proyecto busca hacer un aporte y dar un salto hacia una ciudad más equitativa y más integrada.
Iniciativa que busca “unificar” los diversos parques que están distribuidos a lo largo de uno de los mayores hitos geográficos de Santiago: el río Mapocho.
El proyecto contempla la construcción de un parque de más de 40 hectáreas y de 9 kilómetros de extensión, entre las comunas de Quinta Normal y Cerro Navia, que permitirá revalorizar y recuperar la ribera sur del río de esta área.
De esta manera se unirán las áreas verdes de otras comunas que colindan con el río Mapocho (Parque Renato Poblete, Los Reyes, Balmaceda, Uruguay, Bicentenario, Monseñor Escrivá Balaguer) para generar un gran parque continuo. Se estima que el costo de la iniciativa será de aproximadamente 100 mil millones de pesos.
El proyecto también considera, entre otras obras, multicanchas, gimnasios con atención especial para los adultos mayores, piscinas públicas y juegos para niños.

## Transporte
El sector cuenta con las siguientes estaciones del Metro de Santiago:
: Las Rejas • Pajaritos • Neptuno • San Pablo
: Quinta Normal • Gruta de Lourdes • Blanqueado • Lo Prado • San Pablo • Pudahuel • Barrancas • Laguna Sur
Las carreteras que surcan el sector son Autopista Central - Eje General Velásquez, Autopista Costanera Norte, Autopista Vespucio Norte Express y Camino a Valparaíso.

## Seguridad

### Cuerpos de bomberos
- Cuerpo de Bomberos de Quinta Normal: Quinta Normal, Cerro Navia, Lo Prado y Pudahuel (nueve compañías).
- Cuerpo de Bomberos de Santiago: Renca (dos compañías).

## Indicadores sociodemográficos
El sector norponiente junto con el sur, corresponden a los barrios bajos de la ciudad de Santiago. Los habitantes de este sector son predominantemente de nivel socioeconómico "D" (bajo) con un 55,8%, y una considerable porción de nivel "C3" (medio bajo), con un 31%. Estas comunas se encuentran entre las peores en calidad de vida urbana del país. En 2018 Cerro Navia estuvo entre las diez peores de la clasificación.
Urbanísticamente, lo conforman villas y poblaciones, es decir, tiene estructura vial de pasajes, formadas por la migración de familias campesinas de clase baja en el siglo XX, excepto Quinta Normal, de clase media y diseñada con barrios y calles.
| Comuna           | Población 2002? | Población 2012? | Población 2017 | Viviendas? | Densidad? | Crecimiento? | IDH 2003?   | Pobreza 2006? |
| ---------------- | --------------- | --------------- | -------------- | ---------- | --------- | ------------ | ----------- | ------------- |
| Cerro Navia      | 148.312         | 128.090         | 132.622        | 35.277     | 13.482,91 | -10,7%       | 0,683 (165) | 17,5          |
| Lo Prado         | 104.316         | 94.766          | 96.249         | 26.361     | 15.926,11 | -7,8%        | 0,715 (100) | 11,6          |
| Pudahuel         | 192.258         | 225.509         | 230.193        | 47.902     | 10.728,68 | 18%          | 0,735 (59)  | 7,1           |
| Quinta Normal    | 104.012         | 101.737         | 110.026        | 26.454     | 8.762,59  | 6%           | 0,723 (87)  | 10,8          |
| Renca            | 133.518         | 142.136         | 147.151        | 33.451     | 5.563,25  | 10,2%        | 0,709 (112) | 19,2          |
| Estación Central | 130.394         | 119.292         | 147.041        | 32.357     | 9.036,31  | 16,6%        | 0,735 (60)  | 7,3           |

| Leyenda                                               |
| Comunas siempre consideradas en el sector norponiente |
| Comunas a veces consideradas en el sector norponiente |

## Mapas

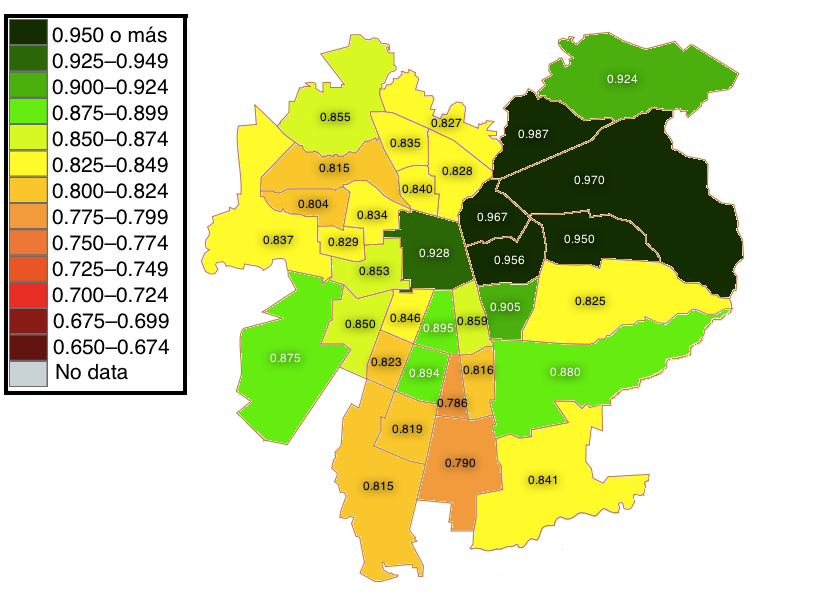
Índice de desarrollo humano de Santiago en 2017.